# 산남중학교 (경기)
산남중학교(山南中學校)는 대한민국 경기도 수원시 영통구 매탄동에 위치한 공립 중학교이다.

## 학교 연혁
- 1992년 1월 8일 : 산남중학교 16학급 설립인가
- 1992년 3월 1일 : 보통교실 16교실 신축, 특별교실(과학실) 2교실 신축, 관리실 2교실 신축, 화장실 4동 신축
- 1992년 3월 1일 : 초대 최장준 교장 취임
- 1992년 3월 3일 : 신입생 입학식(16학급 남 414명, 여 418명 계 832명)
- 1992년 6월 5일 : 개교식
- 1993년 2월 1일 : 탁구부 창단
- 1994년 3월 1일 : 50학급 편성, 교육부 지정 인간교육 시범학교 운영
- 1994년 10월 19일 : 제1회 산드래미 축제
- 1995년 2월 10일 : 제1회 졸업식(821명)
- 1996년 11월 1일 : 경기도 수원교육청 지정 교육방송 시범학교 운영보고
- 2020년 3월 1일 : 제9대 곽봉준 교장 취임
- 2024년 1월 9일 : 제30회 졸업식(10학급 286명)
- 2024년 3월 4일 : 제33회 입학식(신입생 233명, 일반학급 8, 특수학급 3)

## 참고 자료
- 산남중학교 - 한국교육학술정보원 학교알리미